# Altan Khan
And Altan Khan (in mongolo Анд Алтан хан; 1507 – 1582) è stato il governatore delle tribù dei Tùmėd e governatore dell'Ala destra, le tribù occidentali dei mongoli.

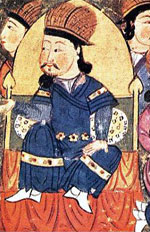

In lingua mongola Altan Khan significa "khan d'oro" e il suo nome And significa "fratello di sangue". Altan Khan era il nipote di Batumöngke Dayan Khan (1464-1543), discendente di Kublai Khan (1215-1294), che era riuscito a riunire in una federazione tribale i mongoli halh nel nord e i cahar a sud.

## Storia
Altan khan, che apparteneva alla famiglia Borjigin, era il secondo figlio di Barsbold Sajn Alag khan (Барсболд Сайн Алаг хаан), uno dei tre figli di Batumöngke Dayan Khan (Батмөнх Даян Хаан). Egli governava i Tùmėd e apparteneva all'Ala destra dei mongoli assieme a suo fratello maggiore Gün Bilig, che governava l'ordo. Dopo la morte di Gün Bilig nel 1542, Altan divenne de facto il governatore dell'Ala destra e assunse il titolo di "Tùšėėt sėcėn khan" (Түшээт сэцэн хан).
Quando Bodi Alag Khan (Боди Алаг хаан), khagan dei Mongoli (1516-1547), morì nel 1542, Altan costrinse il suo successore, Darajsùn Hùdėn khan (Дарайсүн Хүдэн хаан) a fuggire verso est. Nel 1551 Darajsùn scese a un compromesso con Altan concedendoli in cambio il titolo di "Gėgėėn Khan" (Гэгээн хан). 
Nel 1571 gli fu concesso il titolo di "Shunyi Wang" (re obbediente e retto) da Longqing il XII imperatore della Cina, della dinastia Ming. Altan khan fondò inoltre la città di Hohhot (ora capitale della Mongolia Interna). Nel 1586, a seguito della sua adesione alla religione buddista e all'istituzione della stessa come religione di Stato, fu edificato su sua iniziativa il monastero buddista di Erdene Zuu nell'ubicazione dell'antica capitale mongola di Karakorum.